# イキガミ
『イキガミ』は、間瀬元朗による日本の漫画、またそれを原作とする映画。『週刊ヤングサンデー』（小学館）2005年9号よりシリーズ連載として連載を開始した。2008年に同誌が休刊となり、同社発行の『ビッグコミックスピリッツ』誌上へと発表の場を移し、同年41号から再開し、2012年10号まで連載された。本作は、作者自身が2004年に『週刊ヤングサンデー』で発表した読み切り作品『リミット』を元にしており、その世界観を広げ、また、新たなる発想を盛り込むことで誕生した。
『ビッグコミック』（小学館）2021年18号から、安岡邦寿を主人公とした新シリーズ『イキガミ 再臨』が連載されている。
2023年7月時点で、世界19か国での累計部数が400万部を記録している。

## あらすじ
「国家繁栄維持法（略称：国繁法）」。この法律は国民に「生命の価値」を再認識させることで国を豊かにすることを目的とし、その手段として、18歳から24歳までの若者たちを対象にしたある通知を出している。その通知とは通称「逝紙（イキガミ）」と呼ばれる死亡予告証である。1000分の1の確率で選ばれた者は、紙を貰ってから24時間後には死んでしまうため、残りの人生をどう使うのか模索し、様々な思いを抱きながら死を迎える。
区役所に勤務し、イキガミを配る「逝紙配達人」を務める藤本賢吾は、イキガミを配布していく中で、避けられない死の運命に翻弄されていく人々やその遺族、イキガミに反対するレジスタンスを目の当たりにする。物語は、イキガミを配られた対象者がどのように最期の24時間を過ごして死んでいったかを描き、最後に藤本がそれをレポートに綴り、所見を述べる形式で描かれていく。

## 登場人物

### 主要人物
藤本 賢吾（ふじもと けんご）
本作の主人公。武蔵川区役所戸籍課勤務の男性公務員。25歳。
「逝紙配達人」と呼ばれる逝紙配達の役割を担う。真面目に仕事に取り組んでいるが、この時世や国繁制度に対してしばしば疑問を抱くこともあり、逝紙を受け取った人物に過度に感情移入してしまうこともある。
石井 誠一郎（いしい せいいちろう）
藤本の上司。武蔵川区役所戸籍課課長および国繁警察。中年。
逝紙配達を指示する役割を担う。自らも「逝紙配達人」を務めていた経歴を持ち、同じ苦労をしている藤本の愚痴を聞く相手になることも多い。かつては、後述の「全共同」に参加し「安負闘争」を展開していたという設定から、現実の世界でいう団塊の世代に当たる。
久保 七湖（くぼ ななこ）
本作のヒロイン。国繁サービスセンターの女性臨床心理士（セラピスト）。後に武蔵川区役所内に新規開設されたカウンセリングルーム勤務。
藤本から好意を寄せられる存在だが、退廃思想者と思しき不穏な言動を見せる。そのため、藤本にとっては憧れの存在であると同時に、警戒の対象でもある。実際には後述の新生革命ユニオンの中枢メンバーの一人であった。その後、藤本に通報され、国繁警察に連行され、釈放後は区内の花屋で働いている。
鹿賀 咲月（かが さつき）
本作のキーパーソン。久保七湖の一件以降、武蔵川区役所内に設けられた思想監査室の女性主任。
積極的に監視官としての活動を行なっており、特に藤本を監視および尾行をさせている節があり、藤本からは恐れられている。彼女の夫は逝紙配達人を務めていたが、死亡者の遺族から逆恨みされて歩道橋の階段から突き落とされ、現在は寝たきり状態になっている。このような経緯から、藤本を監視する傍らで、彼を夫と同じ目に遭わせないために護衛官を密かに配置していた。

### 各エピソードの登場人物

#### 復讐の果て
鴨井 洋介（かもい ようすけ）
作中で最初にイキガミが届いた人物。22歳。高校時代、同級生から過酷ないじめを受けており、体中に傷痕や痣、火傷の痕などが見られる。16歳の時に同級生たちからいじめを受けた影響から高校を中退し、以後はコンビニエンスストアでアルバイトをしている。基本的にはごく普通の青年だが、「イキガミ」が届いた事により、高校時代のいじめの記憶が蘇り当時自分をいじめた同級生たちへの復讐を企てる。
高橋 かおり (たかはし かおり)
洋介の高校時代の同級生で、いじめの主犯格。「イキガミ」を渡された洋介が復讐を企てた際に4年ぶりに再会したが、かおり自身は鴨井の存在や、彼にいじめをしていた事は忘れていた。22歳時は居酒屋でアルバイトをしている。再会した鴨井から乱暴され、その様子を携帯電話のカメラで撮影されるという復讐を受けてしまう。
下山　(しもやま)
鴨井の高校時代の同級生の男子生徒でいじめの主犯格。22歳時は美容師見習いとして美容院に勤務している。狡猾な性格で、再会した鴨井に刃物で脅された際には平身低頭を装っていたものの、彼から刃物を奪ってからはかつての本性を現して暴行を加えるほか、いじめをしていた事は全く反省してなかった。再会した鴨井によって包丁で右手を刺されて負傷した。
男子中学生
鴨井が勤務していたコンビニで万引きをしたが、鴨井は彼がいじめにより万引きを強要された事に気付いた。後日、偶然出くわした鴨井から「風向きを変えたいなら今変えろ」「どうせキレるなら今キレろ」「闘うつもりなら今闘え」との助言を受け、いじめっ子たちに立ち向かう勇気を持つようになり、後日新聞に匿名で鴨井への謝意をしたためた投書をした。

#### 忘れられた歌
田辺鳥男 (たなべ とりお)
「コマツナ」のボーカル。友人の秀和とストリートミュージシャンをしていたが、自身だけが音楽事務所にスカウトされる。スカウト後は「トリオ」の芸名で歌手デビューをしたのち、バンド「T-BIRDS」(ティーバース)のボーカルとして活動する。
森尾秀和 (もりお ひでかず)
「コマツナ」のコーラス兼作曲担当。
井川 (いがわ)
秀和のアルバイト先(運送会社)の同僚男性。秀和の良き理解者。

## 用語
国家繁栄維持法(こっかはんえいいじほう）
通称「国繁（こくはん）」。この法律は、平和な社会に暮らす国民に対し「死」への恐怖感を植え付けることにより、「生命の価値」を再認識させることを目的としている。
その手法は、小学校入学時に受ける「国家繁栄予防接種」に使われる注射器の0.1%に「ナノカプセル」を混入させておき、投与された国民を18歳から24歳の間に突然死させるというものである。国民はその時期（死亡予定の18 - 24歳）が来るまで「自分は突然死ぬのでは」という危機感を常に持ちながら成長することになり、その「危機感」こそが「生命の価値」に対する国民の意識を高め、社会の生産性を向上させると謳われている。また、この時期が過ぎる前に子供を作ることは、親の突然死による別離を招く恐れが高いため、25歳以降に子供を作り、生むことが望ましいとされている。
「一部」からは「国民に命の尊さを分からせるためにロシアンルーレットを行う」ようなものとして快く思われていないが、その考えを言動に表すと退廃思想者として粛清されることになり、国繁関連に限っては言論の自由と思想・良心の自由に制限がかかっている（下記参照）。
国家繁栄予防接種（こっかはんえいよぼうせっしゅ）
国家繁栄維持法に基づき、この国の全ての国民に義務づけられる予防接種。小学校入学時に実施される。予防接種に使用される全ての注射器（国繁接種用のP5型と呼ばれるもの、全国で一律に使用される）の0.1%に「ナノカプセル」が混入している。誰にナノカプセルが注入されたかは、関係部署を3つに分け、さらにそれぞれの部署への出入りを厳禁とすることで極秘としており、もしも判明してしまった場合、秘密を漏らした関係者は厳罰を受けることとなる。
ナノカプセル
0.1%の注射器に混入している特殊なナノカプセルでカプセルは、接種後に体内を漂い、最終的に心臓の肺動脈内でとどまる。そして生命力がピークに達する18 - 24歳までのあらかじめ設定された日時・時刻に破裂し、カプセルの保持者は死亡する。このカプセルは十数年間も体内を漂っているが、死亡予定時刻を1時間単位で設定可能である。
ちなみに、ナノカプセルによる死亡は「国繁死」と呼ばれる。
厚生保健省（こうせいほけんしょう）
イキガミを発行している中央省庁。通称「厚保省」。
国繁警察（こくはんけいさつ）
国家繁栄維持法を滞りなく施行するために、反国繁法主義を唱える反乱分子を炙り出し粛清する権限を持つ、厚生保健省管轄下の秘密警察。反乱分子の鎮圧に独自の機動隊を運用するほどの大権を持つ。劇中では戦時中の「国務高等警察（略称：国高警察）」が前身と語られている。
制服を着た職員も存在するが、私服の捜査官が日常社会のいたる所に紛れ込み、国民を監視している。摘発された退廃思想者に対しては「再教育」プログラムを施し、場合によってはナノカプセルの注入を行う。
国民は退廃思想者を見つけ次第、この国繁警察に通報することが推奨されている。中には、自ら退廃思想者になり済ましながら接触し、誘導尋問を仕掛け、退廃思想者に仕立て上げ検挙する捜査官や、退廃思想者グループに潜り込む潜入捜査官も存在するとされ、一般の国民にとって彼らを特定することは困難である。
逝紙（イキガミ）
正式名称「死亡予告証」。
予告証には、左上に本人の写真、右の上から順に「氏名」「生年月日」「本籍」「住所」、中段下に「死亡予定時刻」と「あなたの御冥福を心からお祈りします。」の文字、一番下に「発行日付」と「○○○知事 ○○○○」及び「印影」と「バーコード」が記載してある。
設定は戦時中の日本の赤紙がモデルとなっている。当時の近代国家では徴兵制は珍しくなく、日本でも有事に召集されることを国民の義務として受け止められていたが、太平洋戦争が始まり、特に敗戦色の濃くなる戦争末期になると、赤紙は召集令状というよりはほとんど死亡予告証に近いイメージが持たれ、これがそのまま逝紙の基本イメージとなったとされる。（ちなみに、赤紙の配達は当時の戸籍課に当たる兵事課が担当していた）
対象者の死亡予定24時間前の前後に、国繁法についての記載がされている書類とセットで届けられる（配達員が訪問時に本人が不在だった場合、代わりに「不在票」が置かれる。不在票を確認した死亡予定者はサービスセンターを通じて、予告証の配達を深夜・休日も含めて年中要求できる）。
「死亡予告証」は予定時刻の24時間内に限り、公共施設及び公共交通機関、国繁加盟店等を自由に使用できるチケットにもなり、予告証を見せれば交通費・飲食代・サービス料などが全て無料となる。また、後に遺族が「国家繁栄遺族年金」を受け取る際の証明書にもなる。
ちなみに、「死亡予告証」の複製、偽造並びに不正使用は重罪である。
国繁遺族年金（こくはんいぞくねんきん）
国繁死した者の遺族に支給される。しかし、自暴自棄になった国繁死対象者が犯罪を犯すと、その受給資格を奪われ、さらに遺族が賠償責任を問われる（ただし刑事責任は問われない）。
なお、生前に犯罪を犯した国繁死亡者の遺族は「国賊」と見なされ、迫害や監視の対象となる。
退廃思想（たいはいしそう）
主に「国家繁栄維持法」に反対する思想そのもの。同調意識の強いこの社会において、大抵の場合は家族ぐるみで凄まじい迫害を受ける。退廃思想者は国繁警察によって逮捕され、思想や犯罪の程度が軽い場合には更生プログラムの受講（と称した拷問や洗脳）、重度の場合はナノカプセルが注入されることになっている。
国繁死した若者は「お国のために命を捧げた英雄」として報道され、遺族に対して手厚い補償が受けられる。そのため、国繁死亡者に対して誹謗中傷行為を働く者は「国賊」と看做され逮捕され、 国繁死の対象者であっても例外ではない。また、その身内にも同様に迫害の目が向けられ、国繁警察からも監視の対象とされる。
安全負担条約（あんぜんふたんじょうやく）
この作品の舞台となっている時代の56年前（作品の舞台が連載された年と同じなら1951年）に、「『この国』は一切の軍隊を廃止し、代わりに戦勝国の軍が駐留し、『この国』の国防の全てを担う」という内容で、戦勝国との間に交わされた軍事協定。その条約の中に国家繁栄維持法も盛り込まれ、条約締結の翌年から施行された。
8年後に条約の改正があったときに「安負闘争」と呼ばれる大規模な運動があったが、条約は強行採決された。その8年後に、「全共同」という学生組織による大規模な反対運動があったが、その最中に最初の国繁死亡者が出たと語られている。
ちなみに、この「全共同」には過去に石井課長も参加していた。
新生革命ユニオン（しんせいかくめいユニオン）
反国繁法主義を掲げる地下活動組織。自らの行動を「レジスタンス」「革命」と称している。
インターネットの裏サイトや若者同士のコミュニティを通し、構成員を獲得している。会合では、構成員同士の親睦を深める他、自己啓発活動を行っている模様。
東亜人民連邦（とうあじんみんれんぽう）
物語の舞台となっている「この国」は、元来、東亜人民連邦（通称：連邦）の9番目の支分国であり、戦後、同盟国の統治下に置かれた後に独立を果たす。連邦とは一時期、友好ムードを保っていたようだが、政権交代以降、しばしば国際法を無視する危険な国家となる。
「この国」に対しても領土問題を主張するなど、外交関係は悪化の一途をたどっている。しかしながら、国家の規模に見合った軍隊を持たない「この国」には、有事の際に安負条約に頼らざるをえない。
同盟国
かつて「この国」との戦争で勝利した国。軍事予算では、連邦軍の14倍、GNP比でも10倍上回っており、アメリカを上回る世界最強の軍事力を持っている。軍隊の無い「この国」は同盟国と安負条約を交わし、膨大な土地と資金を提供して、同盟軍に駐留してもらい、国防のすべてを委ねている。
友好国
国繁は導入されていないが「この国」と言語が同じであり、文化的にも歴史的にも共通点が多く存在している。

## 単行本
- 間瀬元朗 『イキガミ』 小学館〈ヤングサンデーコミックス〉、全10巻
  1. 2005年8月5日発売[10]、ISBN 4-09-153281-0
  2. 2006年4月5日発売[10]、ISBN 4-09-151075-2
  3. 2006年12月28日発売[10]、ISBN 4-09-151149-X
  4. 2007年9月5日発売[10]、ISBN 978-4-09-151227-7
  5. 2008年5月2日発売[10]、ISBN 978-4-09-151332-8
  6. 2008年11月28日発売[10]、ISBN 978-4-09-151405-9
  7. 2009年9月30日発売[10]、ISBN 978-4-09-151473-8
  8. 2010年7月30日発売[10]、ISBN 978-4-09-151496-7
  9. 2011年6月30日発売[10]、ISBN 978-4-09-151526-1
  10. 2012年3月30日発売[10]、ISBN 978-4-09-151536-0
- 間瀬元朗 『イキガミ 再臨』 小学館〈ビッグコミックス〉、既刊3巻（2025年3月28日現在）
  1. 2022年6月30日発売[11]、ISBN 978-4-09-861316-8
  2. 2023年9月28日発売[12]、ISBN 978-4-09-862531-4
  3. 2025年3月28日発売[13]、ISBN 978-4-09-863225-1

## 映画
2008年9月27日に公開された。製作候補は53社が名乗りを上げた結果、TBSの製作が決まった。脚本は原作の間瀬元朗が参加し、1年以上かけて執筆された。撮影は2008年3月4日から2か月間行われた。興行収入は8.0億円。

### キャスト
主な人物をクレジット順に表記。
- 藤本賢吾：松田翔太
  - 逝紙配達人となった新人公務員。国繁制度に疑問を持ちながらも、イキガミを届け続ける。
- 島田：劇団ひとり
  - 藤本と同期の新人公務員。かつて国繁制度で恋人を亡くし、新人研修中に「国繁制度は狂っている」と猛烈に批判した。しかし「退廃思想家」としてすかさず拘束され、ナノカプセルを打ち込まれた。
- 鴨井洋介：浅利陽介
  - イキガミが自身に届いた若者。同級生の下山から、「遊び」と称した陰惨ないじめを受け続けており、体中に傷痕や痣、火傷の痕などが見られる。イキガミ到着と同時に、下山への復讐を決行する。
- 下山：鈴之助
  - 鴨井の同級生。遊び半分で鴨井に暴行や、煙草の火を全身に押し付けるなどのいじめを繰り返していた。
- 池谷のぶえ
- 石井課長：笹野高史
  - 藤本の上司。国繁制度に疑問を呈する藤本を諌めながらも見守る。
- 参事官：柄本明
- 森尾秀和：塚本高史
  - フォークデュオ「コマツナ」メンバー。同じくメンバーの翼と共にプロでデビューを目指すが、デビューしたのは翼のみで、失意の中、産業廃棄物処理場でのバイトに明け暮れる。インディーズ時代と全く方向性の違う曲を弾き続ける翼に疑問を投げかける。翼の死後、翼の遺志を受け継いで再び路上ライブに立つ。
- 田辺翼：金井勇太
  - 「コマツナ」メンバー。プロデビューを果たすも、達彦とコンビを組まされ、自分の演奏したい楽曲は全て封印され、達彦の引き立て役扱いにされる。「秀和と一緒に歌うのも、自分の弾きたい曲を演奏するのも、先ずは売れて有名になってから」と割り切っていたが、そんな時にイキガミが届く。「コマツナ」としての主な持ち歌は「みちしるべ」。
- 田辺美奈子：りりィ
  - 翼の母。母子家庭で、翼を女手1つ育ててきた。
- 達彦：山崎裕太
  - 翼とのコンビでデビューした歌手。人気はあるが、非常に傲慢かつ軽薄な性格で、翼を自分の引き立て役としか思っていない。翼とのユニット「T-birds」でのデビュー曲は「meaning」。
- 神波：徳井優
- 飯田基祐
- 堤マネージャー：松尾諭
- ウェイター： ヒロシ
  - イキガミが届いた後の翼が訪れた、高級レストランのウエイター。高級店に似つかわしくない風貌の翼の来店に当初は困惑するが、イキガミを見せられ、翼のために店1番の最高級料理を提供する。
- 「Music Bomb」司会：伊津野亮
  - 翼と達彦が出演した音楽番組の司会者。軽妙な語り口で番組を盛り上げる。
- 谷川昭一朗
- 緒方明
- 北見敏之
- 滝沢和子：風吹ジュン
  - 国会議員。表向きは「国繁制度の強化・普及徹底と、退廃思想者の弾圧・撲滅」を強く訴え、再選を目指しているが、その本性は実の息子の直樹に理不尽な虐待を加えていた冷酷な人物。かつては国繁制度に反対しており、息子の直樹にナノカプセルを打ち込まれないように、直樹と共に失踪を試みたことがある。直樹にイキガミが届くと、自分の再選のために「国繁制度で誇り高く死んでいく息子」を演じて応援演説をするように命じたが、逆に拳銃を入手した直樹に銃撃され、国賊（退廃思想者の家族）として迫害される身となった。
- 滝沢直樹：佐野和真
  - 和子の息子。和子の精神的虐待によって長らく引きこもり生活を送っていた。首吊り自殺を図っていたところへイキガミが届き、自らが死ぬ前に自分を選挙の道具としか見ていない和子への恨みを晴らすため、警察官から奪った拳銃で殺害を試みる。
- 永倉大輔
- 中沢青六
- 及川いぞう
- 滝沢信利：塩見三省
  - 和子の夫、直樹の父。和子の秘書兼主夫として、政治活動に明け暮れる和子を公私両面で支援する。直樹を亡くしてからは、和子からの離婚の申し出を拒否。国繁制度廃止を目指して政治活動を行なうと決意し、和子に自らの市議選出馬を手伝うように頼む。
- 飯塚さくら：成海璃子
  - 幼少時の事故が原因で全盲となった少女。治療には角膜移植が必要であり、ドナーを待っている。兄のさとしを非常に強く慕っている。両親は幼少時に亡くなっており、兄と共に児童養護施設で育った。
- 近藤医師：井川遥
  - 眼科医。さくらの主治医で、手術を担当する。
- 江口のりこ
- 角替和枝
- 山田明郷
- でんでん
- 西岡：諏訪太朗
- 松林慎司
- 池口十兵衛
- 森康子
- 深澤嵐
- 飯塚さとし：山田孝之
  - さくらの兄。振り込め詐欺などの違法行為で生計を立てているが、妹のさくらには心配をかけまいと、さくらの前ではエリートビジネスマンを装っている。イキガミが届くと、さくらへの角膜提供を決意するが、同時に死への恐怖を吐露する。

### スタッフ
- 監督：瀧本智行
- 脚本：八津弘幸、佐々木章光、瀧本智行
- 音楽：稲本響（編曲：加藤真一郎）
- 主題歌：PhilHarmoUniQue「みちしるべ」
- 劇中歌：コマツナ「みちしるべ」
- VFX：pipeline、NTTメディアラボ、spirot
- 現像：IMAGICA
- スタジオ：日活撮影所
- プロデューサー：佐々木章光、久保田修、黒沢淳
- 製作者：加藤嘉一、亀井修、島谷能成、脇田時三、樫野孝人、當間佳成、林尚樹、和崎信哉、松田英紀
- 製作委員会メンバー：TBS、小学館、東宝、テレパック、IMJエンタテインメント、毎日放送、中部日本放送、WOWOW、RKB毎日放送
- 配給：東宝

## 騒動
2005年の連載開始時に、SF作家星新一の初期作品『生活維持省』との内容の類似について指摘があったと、日本文藝家協会から小学館に連絡がなされた。
その後、星新一公式サイトでは星マリナの見解および小学館側の見解が掲載された（訴訟問題には発展していない）。また、同公式サイトには『生活維持省』の全文が期間限定で公開されていた（現在は掲載を終了）。小学館側は「作者・担当編集者はごく最近まで『生活維持省』に触れたことはない」とし、指摘された類似点についても『イキガミ』の設定は赤紙をモデルにした歴史的事実からの着想であり、『生活維持省』とはまったく違う創作物であるとしている。さらに「2作品に多くの相違点を感じます」と反論した。
なお、星マリナは2021年の『イキガミ 再臨』の連載開始後に、この問題について従来の見解を踏襲するコメントを改めて出している。

## 関連文献
- 小沢真人, 日本放送協会取材班『赤紙 : 男たちはこうして戦場へ送られた』創元社、1997年。ISBN 4422300334。 NCID BA3124482X。 - 「イキガミ」の着想源となっている赤紙の配達員の存在とそのエピソードが記述されている。
- 山崎浩司「『イキガミ』を読む : 死生の物語の構築と読解に関する試論」『死生学研究』第9巻、東京大学グローバルCOEプログラム「死生学の展開と組織化」、2008年、279-304頁、hdl:2261/20447、ISSN 18826024。